# Liverpool
Liverpool er en by i England med 513.441(2016)indbyggere.
Liverpool indgår som en del af storbyområdet Merseyside, som har 1,36 mio. indbyggere og er den næstvigtigste havneby i landet efter London. Havnen var i imperietiden byens livsnerve, men med afviklingen af imperiet mistede havnen og byen sin strategiske betydning, og befolkningstallet er næsten halveret siden toppen i 1931 (846.101).
I 1190 blev navnet stavet Liuerpul, der skal have betydet "muddervandspølen". Navnet kan også komme af Elverpool (= ålefloden), da der er en del ål i Mersey. Norske vikinger kaldte stedet Hlidarpoll, (moderne norsk Lierpoll) altså de skovklædte skråninger ("lier") ved det stille vand ("poll").
Byens ældste vartegn er de omkring 5.000 år gamle Calder stones som er sandsten fra en dysse. I nærheden vokser det omkring 1.000 år gamle Allerton-egetræ. Under anden verdenskrig sendte slægt og venner agern og blade fra træet til soldaterne ved fronten som et udtryk for håb om et langt liv.
I begyndelsen af det 19. årh. gik omkring 40 % af verdens handel over havnen i Liverpool.
I det 19. århundrede voksede byen hurtigt, og flere monumentale bygninger blev rejst. Byens indbyggertal blev mere end tredoblet. Efter sultkatastrofen i Irland i 1849 emigrerede ca. 500.000 irere til Liverpool, hvoraf over 100.000 blev i byen, noget som har givet Liverpool en af Englands største katolske minoriteter. Byen har både en anglikansk domkirke (Liverpool Cathedral) og en katolsk domkirke (Liverpool Metropolitan Cathedral). Også senere har Liverpool været et yndet mål for irere, som har ønsket at bosætte sig i England.
Liverpool blev i 2004 optaget på UNESCOs Verdensarvsliste på grund af byens rolle i verdenshandelens udvikling og for dens havneteknologi.
Byen er bl.a. kendt for sine to fodboldklubber Everton FC og Liverpool FC. Byen er også kendt for at have opfostret The Beatles.
Byen er i gang med at blive restaureret, og bycentret fremstår i dag som en moderne storby.
- Liverpools skyline set fra floden Mersey
- På turistture rundt i byen kommer man til de steder, hvor medlemmerne af The Beatles voksede op.